# Traditionele Chinese karakters
Traditionele Chinese karakters vormen de traditionele karakterset van het Chinees schrift, die wordt gebruikt bij het schrijven van de Chinese talen. Een aantal karakters zijn in de jaren 1950 en 1960 door de regering van de Volksrepubliek China gewijzigd. Zij vormen sindsdien de vereenvoudigde Chinese karakters.
De traditionele Chinese karakters worden gebruikt in Hongkong, Macau, Taiwan en meestal ook in Kantonees-Chinese gemeenschappen overzee. Op Taiwan worden traditionele Chinese karakters Zhengtizi (Tongyong Pinyin: jhèngtǐzìh) genoemd, wat letterlijk betekent: "correcte karakters". De Verenigde Naties gebruikten traditionele karakters tot in de jaren 1970, toen de officiële vertegenwoordigingen van China van Taipei naar Peking verhuisde; sindsdien gebruiken de Verenigde Naties vereenvoudigde karakters.
Traditionele Chinese karakters worden al zo'n tweeduizend jaar geschreven, historische en klassieke Chinese teksten zijn allemaal geschreven met traditionele karakters. 

## Voorbeelden
In de tabel staan links de traditionele vorm van de karakters, rechts de vereenvoudigde vorm. Dit zijn slechts enkele van de vele vereenvoudigde karakters.
| Traditioneel Chinees | Vereenvoudigd Chinees |
| -------------------- | --------------------- |
| 發 & 髮              | 发                    |
| 見                   | 见                    |
| 體                   | 体                    |
| 貝                   | 贝                    |
| 東                   | 东                    |
| 車                   | 车                    |
| 長                   | 长                    |
| 門                   | 门                    |
| 選                   | 选                    |
| 韋                   | 韦                    |
| 讓                   | 让                    |
| 風                   | 风                    |
| 飛                   | 飞                    |
| 電                   | 电                    |
| 馬                   | 马                    |
| 樂                   | 乐                    |
| 烏                   | 乌                    |
| 鳥                   | 鸟                    |
| 麥                   | 麦                    |
| 塵                   | 尘                    |
| 齊                   | 齐                    |
| 齒                   | 齿                    |
| 龍                   | 龙                    |
| 龜                   | 龟                    |